# Chiesa di San Lorenzo delle Serre
La chiesa di San Lorenzo delle Serre (o della Serra) è un edificio religioso sito nella località di Roio, nel Comune di L'Aquila.  La chiesa, con l'abbazia annessa, fu fondata dell'Ordine benedettino tra il XIII e il XIV secolo.
Gravemente danneggiata nel terremoto dell'Aquila del 2009, è inagibile (al 2024).

## Storia
La prima attestazione del monastero risale al 12 maggio 1220, in una bolla di Papa Onorio III, in cui viene citato come “badia celebre dell’Ordine di San Benedetto”. Nel maggio del 1320, l’abate dell'Abbazia di Sant'Eutizio in Valcastoriana presso Norcia concesse ad un gruppo di monaci di risiedere presso il monastero. Nel 1424 il monastero fu utilizzato come fortilizio da parte del condottiero Braccio da Montone nella Guerra dell'Aquila.
Il 4 ottobre 1457 il cenobio fu unito a quello di Santa Maria di Collemaggio appartenente alla Congregazione dei celestini. Nel 1526 la peste invase la città dell’Aquila e un centinaio di infetti furono inviati in quarantena nei locali di an. Lorenzo delle Serre.
Nel 1610 Francesco d’Aielli, Procuratore Generale dell'Ordine dei Celestini, traslò le ossa del Beato Bonanno, presunto fondatore del Monastero di San Lorenzo delle Serre, in una cassetta inserita nella tomba del beato Jean Bassand nella Basilica di Collemaggio. Nel 1693 il monastero viene definito ormai completamente desolato dallo storico Agostino Lubin, durante il suo censimento delle abbazie sul suolo italiano.

## Descrizione
L'aspetto attuale della facciata è il risultato di rimaneggiamenti settecenteschi. La parte absidale è quello che rimane della costruzione originaria, con due cappelle absidali di forma quadrangolare coperte ognuna con una volta a crociera con costoloni. Rimangono tracce di affreschi sul pilastro e sulle volte.

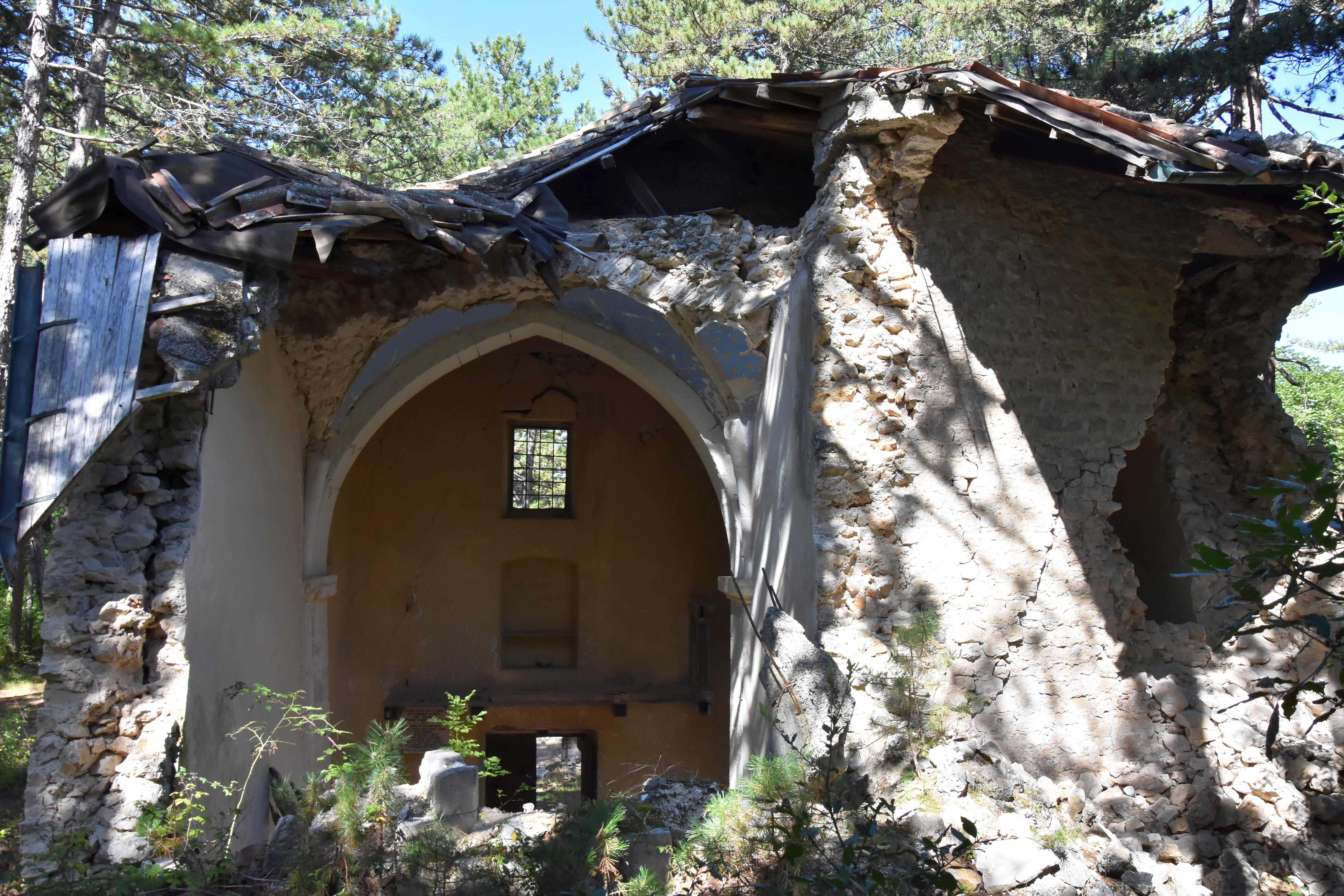
Parte absidale